# Bruno Bjelinski
Bruno Bjelinski (ur. 1 listopada 1909 w Trieście, zm. 3 września 1992 w Silbie) – jugosłowiański i chorwacki kompozytor.

## Życiorys
Ukończył prawo na Uniwersytecie w Zagrzebiu. Uczył się też w zagrzebskim konserwatorium u Blagoje Bersy. Od 1945 roku był wykładowcą tegoż konserwatorium. Komponował głównie muzykę instrumentalną, jako materiał melodyczny i rytmiczny wykorzystując miejscowy folklor, przetworzony w formach neobarokowych.

## Ważniejsze kompozycje
(na podstawie materiałów źródłowych)

### Utwory orkiestrowe
- Divertimento na orkiestrę (1948)
- I Koncert fortepianowy (1948)
- Sinfonija ljeta (1954)
- II Koncert fortepianowy (1955)
- Mediteranska simfonijeta (1958)
- symfonia In memoriam poetae z udziałem chóru dziecięcego do tekstu Rabindranatha Tagore (1961)
- Sinfonietta brasileira (1961)
- III symfonia (1964)
- IV symfonia (1965)
- Sinfonietta concertante z udziałem fortepianu koncertowego (1967)
- Concertino na róg i orkiestrę (1967)
- V symfonia (1969)

### Inne
- opera dziecięca Pčelica Maja (1956)
- balet Pinocchio (wyst. Zagrzeb 1958)
- balet Peter Pan (wyst. Zagrzeb 1966)
- liczne koncerty na różne instrumenty i utwory kameralne
- pieśni